# 四营站
四营站是位于云南省嵩明县四营乡的一个铁路车站，邮政编码651702。车站建于1940年，有贵昆铁路经过该站，现仅办理货运，不办理客运业务，车站及其上下行区间均已电气化。车站距离贵阳站574公里，隶属中国铁路昆明局集团，是四等站。